# يو إف سي 239
يو إف سي 239: جونز ضد سانتوس (بالإنجليزية: UFC 239: Jones vs. Santos)‏ هو حدث لفنون القتال المختلطة نظمته يو إف سي، أُقيم في 6 يوليو 2019، على تي موبايل أرينا في لاس فيغاس، نيفادا، الولايات المتحدة.